# Jim Coop
James Yates Coop (17 tháng 9 năm 1927 - tháng 3 năm 1996) là một cầu thủ bóng đá người Anh thi đấu ở vị trí tiền vệ chạy cánh ở Football League cho Sheffield United và York City, và ở bóng đá non-league cho Brodsworth Main và Goole Town.